# Gapsin-Putsch
Der Gapsin-Putsch, auch als Gapsin-Revolution bekannt, war ein dreitägiger gescheiterter Putschversuch am 4. Dezember 1884 im Korea der späten Joseon-Dynastie. Die Bezeichnung Gapsin (갑신) leitet sich aus der Jahresbenennung für das Jahr 1884 im chinesischen 60-Jahre-Zyklus her.

## Ablauf

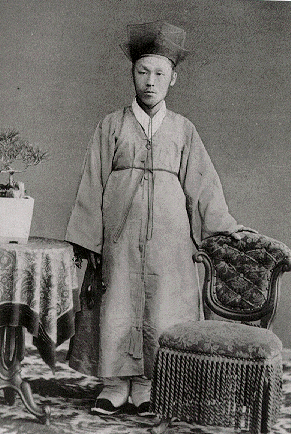
Kim Ok-gyun

Nach der Öffnung Japans und der anschließenden schnellen Modernisierung des Landes beabsichtigte die Gaehwapa, eine Gruppe koreanischer Reformer um Kim Ok-gyun, Seo Jae-pil und Pak Yeong-hyo, ähnliche Veränderungen auch in Korea durchzuführen. Um die konservative, reformabgeneigte Faktion am koreanischen Hof auszuschalten, besetzten sie am 4. Dezember 1884 den Königspalast in Hanseong.
Um der Bedrohung zu begegnen, forderte die Königin Min heimlich chinesische Truppen zur Niederschlagung des schlecht geplanten Staatsstreiches an. Nach drei Tagen gelang es der von Yuan Shikai geführten, 1500 Mann starken chinesischen Garnison in Hanseong, den Putsch niederzuschlagen. Während der Auseinandersetzungen wurde das Gebäude der japanischen Gesandtschaft niedergebrannt und vierzig Japaner fanden den Tod. Kim Ok-gyun und die anderen überlebenden Reformer, die sich auf die nur zögerlich gewährte japanische Unterstützung verlassen hatten, sahen sich gezwungen, nach Japan ins Exil zu fliehen.

## Folgen
Die japanische Regierung forderte eine Entschuldigung sowie Entschädigungszahlungen von der koreanischen Regierung. Dies führte zum Vertrag von Hanseong vom 9. Januar 1885, in dem die diplomatischen Beziehungen zwischen Korea und Japan wiederhergestellt wurden und letzteres außerdem 110.000 Yen sowie ein neues Grundstück für den Neubau der Gesandtschaft erhielt.
Für die Reformbewegung in Korea war das Scheitern des Putsches ein fataler Rückschlag. Denn ihre Führer waren für ein Jahrzehnt von koreanischem Boden entfernt und ihre Anwendung von Gewalt hatte Japan als Leitmodell für eine Modernisierung moralisch diskreditiert.
Um die Spannungen auf der Koreanischen Halbinsel zwischen dem Chinesischen Kaiserreich der Qing-Dynastie und dem Japanischen Kaiserreich abzubauen, schlossen beide Parteien im April 1885 den Vertrag von Tientsin.